# Alberto Zaccheroni
Alberto Zaccheroni (Meldola, 1 d'abril de 1953) és un exfutbolista i entrenador de futbol italià. Ha dirigit diverses seleccions estatals, entre d'altres la selecció japonesa a la Copa del Món de Futbol de 2014.

## Carrera com a entrenador
Zaccheroni va començar la seva trajectòria com a tècnic el 1983, al capdavant de l'AS Cesenatico Chimicart.
La temporada 1994-95, va aconseguir una còmoda permanència amb el Cosenza Calcio, equip que partia amb una penalització de 9 punts.
El 1995 va signar amb l'Udinese Calcio, i va ser allí on va guanyar reconeixement, sent premiat com a millor entrenador de la Lliga italiana. La seva bona tasca (va portar a l'equip d'Udine fins al 3r lloc la temporada 1997-98) faria que, durant els anys següents, dirigís els equips més importants del seu país.
Així, el 1998 va arribar a la banqueta de l'AC Milan, amb el qual va aconseguir guanyar el "Scudetto" en la seva primera temporada, posant fi a dos anys de sequera. Romandria en el conjunt llombard fins al març de 2001.
La temporada 2001-02, va entrenar la SS Lazio, classificant-la per la Copa de la UEFA; i durant la temporada 2003-04, va portar les regnes de l'Inter de Milà, amb el qual va acabar 4t en el "Calcio", sent substituït per Roberto Mancini a la banqueta "nerazzurri".
Després d'una fallida experiència al Torino FC, es va fer càrrec de la Juventus de Torí en la segona meitat de la temporada 2009-10, però el 7è lloc final en el campionat no li va servir per seguir en el club.
L'agost de 2010, després de la disputa del Mundial de Sud-àfrica, va rellevar Takeshi Okada com a nou seleccionador del Japó. Sota la seva direcció, el conjunt nipó es va proclamar campió de la Copa d'Àsia 2011 i va obtenir la classificació pel Mundial 2014. L'eliminació del combinat asiàtic en la primera fase d'aquest torneig va provocar la seva renúncia al lloc.
El 29 de gener de 2016, firma pel Beijing Guoan FC de la Superlliga de la Xina. Va ser destituït el 19 de maig de 2016, després d'encaixar 4 derrotes en 9 jornades del campionat xinès.
El 16 d'octubre de 2017, relleva Edgardo Bauza al capdavant de la selecció dels Emirats Àrabs Units. Va deixar el seu lloc després de perdre contra Qatar en semifinals de la Copa d'Àsia.